# Honeyania plumbosa
Honeyania plumbosa is een vlinder van de familie van de spinneruilen (Erebidae). De wetenschappelijke naam van deze soort is voor het eerst voorgesteld als Eublemma plumbosa door William Lucas Distant in een publicatie uit 1899.
De soort komt voor in Ethiopië, Congo-Kinshasa, Kenia, Tanzania, Namibië, Botswana, Zimbabwe en Zuid-Afrika.